# Il caso Myra Breckinridge
Il caso Myra Breckinridge (titolo originale Myra Breckinridge), è un film diretto nel 1970 da Michael Sarne, tratto dal romanzo Myra Breckinridge di Gore Vidal.

## Trama
Myron Breckinridge, uno studente di cinema, si reca in Europa per sottoporsi ad un'operazione di cambiamento di sesso; tornato in America, si fa chiamare Myra e parte per Hollywood.
Una volta tornato, cerca di porre rimedio a dei torti che ritiene di aver subito in passato, vendicandosi con astuzia tipicamente femminile. Per ereditare la fortuna dello zio Buck Laner, Myra finge di essere la vedova di Myron.

## Il cast
Del cast fanno parte Raquel Welch (nel ruolo di Myra), John Carradine, John Huston, Mae West e Farrah Fawcett. Nonostante gli intenti satirici, il film si rivela solo una mediocre trasposizione cinematografica del libro di Vidal, risolvendosi in una serie di episodi più o meno riusciti (alcuni decisamente puerili) cuciti assieme in modo alquanto arbitrario da spezzoni di vecchi musical e di comiche (appaiono, tra gli altri, sequenze di film con Greta Garbo, Shirley Temple e Stanlio e Ollio).
Degne di nota restano comunque le prestazioni di Raquel Welch (che, oltre alla procace bellezza, dimostra un'inaspettata vis comica) e quella travolgente di John Huston, nel ruolo non insolito per lui di attore. Da ricordare poi la partecipazione straordinaria dell'indimenticabile Mae West la quale, a settantasette anni, interpretava ancora una volta il ruolo della vamp, pronunciando piccanti battute che nei suoi film di quarant'anni prima le sarebbero state assolutamente proibite dalla censura. Sembra che l'attrice si presentasse ogni giorno sul set accompagnata da una decina di aitanti uomini seminudi, riferendo ai responsabili della sicurezza: «Sono con me!». Mae West tornava a recitare per il cinema dopo quasi trent'anni (il suo ultimo film era stato l'altrettanto mediocre The Heat's On del 1943).

## Accoglienza
Il film fu un grande insuccesso commerciale, stroncato peraltro, oltre che dalla critica, dallo stesso Gore Vidal.
Nel 1978 il film è stato inserito nella lista dei 50 peggiori film di sempre nel libro The Fifty Worst Films of All Time.